# BL Геркулеса
BL Геркулеса (лат. BL Herculis), HD 347827 — одиночная переменная звезда в созвездии Геркулеса на расстоянии приблизительно 4113 световых лет (около 1261 парсек) от Солнца. Видимая звёздная величина звезды — от +10,62m до +9,7m.
Открыта Куно Хофмейстером в 1929 году*.

## Характеристики
BL Геркулеса — жёлто-белая пульсирующая переменная звезда типа BL Геркулеса (CWB) спектрального класса F0-F6II-III, или F0. Масса — около 2,913 солнечной, радиус — около 7,601 солнечного, светимость — около 98,063 солнечной. Эффективная температура — около 6020 K.

## Планетная система
В 2019 году учёными, анализирующими данные проектов HIPPARCOS и Gaia, у звезды обнаружена планета.